# 古今亭八朝
古今亭 八朝（ここんてい はっちょう、本名：丸山 美治〈まるやま みはる〉、1951年〈昭和26年〉7月19日 - 2023年〈令和5年〉6月26日）は、東京都豊島区出身の元落語家。落語協会所属。出囃子は『雛鶴三番叟』。

## 経歴
東京都立明正高等学校卒業後1970年4月に三代目古今亭志ん朝に入門。1973年5月に志ん吉の名で前座になり、浅草演芸ホールにて初高座を務める。
1975年11月、林家らぶ平、柳家さん光と共に二ツ目昇進、八朝に改名。 
1984年9月に林家種平、桂藤兵衛と共に真打昇進。
2003年4月、黒門亭運営委員長に就任。2005年に黒門亭運営実行委員会実行委員長に就任。2006年と2007年の二年連続で落語協会「円朝まつり」実行委員長を務める。
2023年6月26日、老衰のため死去。71歳没。同期の立川談四楼によると晩年はパーキンソン病を患っていたという。重い持病を持つ八朝を献身的に支えた夫人は2010年に急逝していた。

## 芸歴
- 1970年4月∶三代目古今亭志ん朝に入門、前座名「志ん吉」。
- 1975年11月∶二ツ目昇進、「八朝」と改名。
- 1984年9月∶真打昇進。

## 人物
趣味∶巨人軍の応援、カラオケ
前座時代に六代目 三遊亭円楽、春風亭小朝、立川ぜん馬と共に『四天王弟子の会』という会を開いたことがある。

## 受賞歴
- 1982年3月 - 国立若手花形新人賞銀賞

## メディア

### テレビ番組
- 高原へいらっしゃい（1976年、TBS） - 小笠原 史朗 役
- 円鏡のとんち塾（フジテレビ）
- あばれはっちゃく（テレビ朝日）
- 3時にあいましょう（TBS） - 突撃リポーター
- 土曜ワイド劇場 西村京太郎トラベルミステリー18 オホーツク殺人ルート さい果てツアーの謎!（1990年、テレビ朝日） - マンション管理人 役

### ラジオ番組
- ヤング・ライン（JRNネット）
- 口八丁歌謡曲（JRNネット）
- 八朝のジョイジョイ富山・土曜ワイド（KNBラジオ）
- サンサンミュージック（KNBラジオ）

### 著書
- 志ん朝と上方（アスペクト）
- 内儀さんだけはしくじるな －目白・柏木・黒門町－（2008年7月、文藝春秋社）

### CD
- どうすりゃいいのさ高齢者／ふてくされ（歌、日本クラウン、2008年8月）